# Joseph Lluis Pons y Gallarza

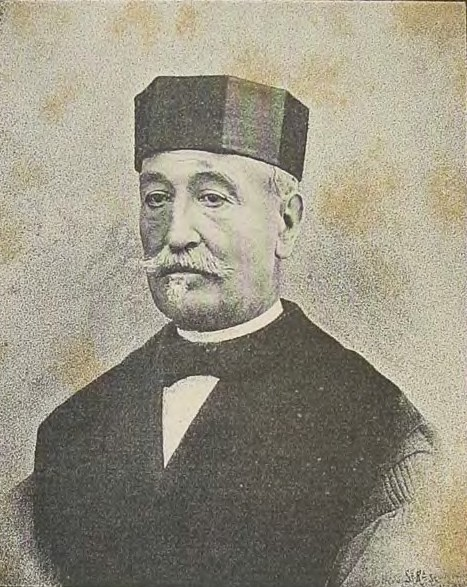
Retrato suyo en su libro Poesíes (1892). La fotografía original es obra de Virenque.

Joseph Lluis Pons y Gallarza (San Andrés de Palomar, 1823-Sóller, 1894) fue un poeta español, conocido por ser uno de los impulsores de los juegos florales.

## Biografía
Nació el 24 de agosto de 1823 en San Andrés de Palomar, antiguo municipio hoy día parte de la ciudad de Barcelona. De padre mallorquín y madre madrileña, se licenció en Filosofía y Letras (1843) y Derecho (1850) en Barcelona. En 1849 ocupó la cátedra de retórica del Instituto de Barcelona, y fue uno de los siete primeros mantenedores de los renovados Juegos Florales de Barcelona. En 1861 se establece en Palma de Mallorca. Fue catedrático de Historia y Geografía en el Instituto Balear, donde tuvo una destacada tarea pedagógica. Entre sus alumnos encontramos a Joan Alcover, Miguel Costa y Llobera, Miquel dels Sants Oliver o Gabriel Maura. 
Fue presidente del Ateneu Balear y dirigió la Revista Balear y el Museu Balear. Al mismo tiempo de su continuada intervención en la vida cultural mallorquina, se mantenía vinculado a los Juegos Florales de Barcelona, que consideraba una institución aglutinadora de todo el dominio lingüístico catalán. Obtuvo numerosos premios, fue nombrado Mestre en Gai Saber (1867) y presidió las ediciones de 1870 y 1878. Fue abuelo de Félix Pons Marqués y bisabuelo de Félix Pons Irazazábal y José María Pons Irazazábal.
Falleció en su finca de Sóller el 22 o el 23 de agosto de 1894.

## Obra
Como poeta, su reducida obra se caracteriza por un marcado clasicismo y perfeccionismo formal. Su mejor expresión se encuentra en las visiones del paisaje mallorquín, como se puede ver en dos de sus poemas más famosos, Los tarongers de Sóller y L'olivera mallorquina. Su obra poética fue recogida en Poesies catalanes (1892) y supone la incorporación de la literatura mallorquina a la Renaixença. 